# Икариам
Икариа́м — браузерная онлайн-игра в жанре стратегии. Действие происходит в мире, напоминающем Древнюю Грецию. В задачи игроков входит развитие собственных небольших городов (полисов), а также налаживание торговых и дипломатических отношений с соседями, создание альянсов и ведение военных действий против других игроков.

## Игровая механика
Игровой мир представляет собой архипелаг одинаковых по размеру островов. Архипелаг располагается на плоскости, размеченной по координатам от 0 до 100 таким образом, что острова обладают уникальными координатами и, кроме того, собственными названиями. Каждый остров предоставляет возможность построить не более 16 полисов одновременно. Есть также место и для 17го полиса, но его можно построить только потратив драгоценную Амброзию.
На всех островах есть по одной лесопилке и по одному источнику дополнительных ресурсов: виноградник, мраморный карьер, серный вулкан, шахта хрусталя. Также на каждом острове имеется по одному игровому «чуду», которое предоставляет узконаправленный бонус в зависимости от своего типа.
Сразу после регистрации игроку предоставляется один полис с возможностью добывать только дерево и один из дополнительных ресурсов. Полисы населены жителями, которые могут платить налоги, добывать ресурсы, проводить исследования и входить в состав нанимаемой игроком армии. В последних трёх вариантах налоги жителями не платятся. По мере проведения исследований игроку открываются новые возможности:
- добыча дополнительного ресурса;
- постройка дополнительных зданий;
- наём новых видов войск;
- совершенствование исследованных видов войск;
- постройка новых полисов;
- заключение договоров и создание альянсов.

### Ресурсы
В игре представлено 5 основных ресурсов (дерево, мрамор, вино, хрусталь и сера), один торгово-финансовый ресурс (золото), и платный ресурс «амброзия». С основными ресурсами могут быть проведены торговые операции с участием золота (продажа/покупка), либо обмен без участия золота (бартер). Непосредственно золото, баллы исследования и амброзия не могут быть переданы другому игроку в каком-либо виде. Источники основных ресурсов могут быть улучшены (в целях увеличения максимально возможной добычи ресурса за единицу времени) путём добровольного пожертвования дерева игроками, владеющими полисами на острове.
| Ресурсы        | Ресурсы                          | Применение | Источник | Внешний вид |
| -------------- | -------------------------------- | --- | --- | ----------- |
| Основные       | Дерево (В игре — стройматериалы) | - Постройка всех видов войск - Строительство всех зданий - Разработка источников ресурсов - Торгово-обменные операции                                                                         | - Лесопилка - Покупка у других игроков - Ограбление других игроков - Снижение уровня зданий в полисе игрока - Ежедневный бонус (только у предводителя альянса) - Получение из других основных ресурсов с помощью амброзии - Получить за обучение (только один раз в начале игры)        |             |
| Основные       | Мрамор                           | - Строительство большинства зданий - Торгово-обменные операции | - Мраморный карьер - Покупка у других игроков - Ограбление других игроков - Снижение уровня зданий в полисе игрока - Ежедневный бонус (только у предводителя альянса) - Получение из других основных ресурсов с помощью амброзии - Получить за обучение (только один раз в начале игры) |             |
| Основные       | Виноград                         | - Поддержка уровня населения полисов на высоком уровне - Строительство некоторых зданий - Торгово-обменные операции - Постройка некоторых видов войск                                         | - Виноградник - Покупка у других игроков - Ограбление других игроков - Ежедневный бонус - Получение из других основных ресурсов с помощью амброзии |             |
| Основные       | Хрусталь                         | - Постройка некоторых видов войск - Наём шпионов - Строительство некоторых зданий - Проведение исследований улучшений войск в мастерской - Ускорение исследований - Торгово-обменные операции | - Хрустальная шахта - Покупка у других игроков - Ограбление других игроков - Ежедневный бонус (только у предводителя альянса) - Получение из других основных ресурсов с помощью амброзии                                                                                                |             |
| Основные       | Сера                             | - Постройка почти всех видов войск - Строительство некоторых зданий - Торгово-обменные операции                                                                                               | - Серный карьер - Покупка у других игроков - Ограбление других игроков - Ежедневный бонус (только у предводителя альянса) - Получение из других основных ресурсов с помощью амброзии |             |
| Дополнительные | Золото                           | - Содержание войск и учёных - Наём и использование шпионов - Торговые операции - Покупка транспортных сухогрузов - Проведение исследований улучшений войск в мастерской                       | - Граждане, не задействованные на добыче ресурсов - Продажа ресурсов - Ежедневный бонус |             |
| Дополнительные | Баллы исследования               | - Проведение исследований в академиях | - Учёные |             |
| Платные        | Амброзия                         | - Использование дополнительных возможностей | - Внесение реальных финансовых средств - Получить за обучение (только один раз в начале игры) - Получить за установку мобильной версии игры |             |

#### Граждане
Первичным ресурсом являются жители Империи: именно горожане приносят золото от налогов, лес с лесопилок, драгоценные ресурсы из шахт и служат в армии. Чтобы содержать горожан, требуются жилые места — их количество возрастает с уровнем ратуши и с количеством городов.
Прирост или убыль граждан в городах зависит от уровня довольства в городе, то есть чем лучше условия жизни, тем быстрее заполнятся пустующие жилплощади.
Уровень довольства отображается в здании ратуши и складывается из начального бонуса города + бонус столицы (только для столицы) + бонус от исследований (например «колодец», «выходной») + 12*уровень таверны + 60*уровень приготовления вина + 20*уровень музея + 50*каждый действующий культурный договор. Если в городе есть коррупция, то уровень довольства уменьшается на данный коэффициент. Из полученного уровня довольства вычитается количество уже живущих граждан. Если итог больше 0, население растёт, если меньше нуля — сокращается.
Граждане, призванные на военную службу перестают быть жителями города — их жилплощадь освобождается. И наоборот, роспуск армии или флота в городе делают этих людей горожанами, которые занимают свободную жилплощадь. Это единственный способ искусственно переселить граждан из города в город — создать войска или флот в одном городе и распустить в другом.

##### Культурный договор
Обмен культурными ценностями — это отличный способ повысить довольство граждан в городе. Для осуществления данного обмена необходимо изучить и построить Музей.
В Музее каждый уровень постройки даёт +20 к довольству граждан в городе и возможность обменяться одной Культурной ценностью (КЦ) путём заключения договора с другим игроком (Культурный договор — КД), что даёт +50 к довольству граждан за каждый действующий КД. С одним игроком можно обменяться только одной КЦ.
Необходим тщательный выбор партнёра для обмена по Культурному договору, так как нападение на такого игрока может привести к возмущению граждан и бунту на 4 часа (минус 250 к довольству граждан в каждом городе).
Лучше всего меняться КЦ с членами альянса и с очень далеко расположенными игроками, так как вероятность столкновения с ними минимальна.
На форуме игры существует раздел для поиска партнёров по заключению КД.
Также часто в альянсах игроки в должности Дипломата координируют обмен КЦ своих соратников с далёкими альянсами. Для Дипломата это тяжёлая работа: необходимо из сообщений альянса выбирать связанные с обменом КЦ. Кроме того, не всегда игрок является Online, чтобы подтвердить, что КЦ всё ещё есть, поэтому информация часто оказывается недостоверной.
Есть методика, значительно облегчающая данный процесс:

##### Система Обмена Культур (СОК)
Некоторые альянсы рекомендуют своим членам использовать следующую методику:
При появлении у игрока свободного места в Музее города «Примерный», игроку достаточно не полениться зайти в здание Ратуши и переименовать город в «1_Примерный» или «1кц_Примерный», если свободных мест 2, тогда название меняется на «2_Примерный» или «2кц_Примерный» и т. д. — это означает, что данному игроку можно смело направлять предложение заключить КД. При этом город с названием «0_Примерный» или «0кц_Примерный», означает отсутствие свободных КЦ на данный момент и что Музей расширяется — рекомендуется уточнить личным сообщением возможность обменяться культурами в ближайшее время.
После обмена КЦ игрок снова меняет название города на привычное ему «Примерный».
Стоит заметить, что название города отображается как в обзоре состава альянса, так и в обзоре острова, в военном советнике, в сообщениях мэра и на рынке, если у игрока есть торговые предложения. Получается, что многие игроки видят вашу возможность заключить КД.
Данное обозначение помогает и самому игроку с лёгкостью отслеживать степень заполнения своих Музеев, что обычно является затруднительным.
Поиск свободных КЦ по альянсу сводится к простому движению мышкой снизу вверх по колонке городов членов альянса, при этом списки городов игроков появляются один за другим, а пометки «Nкц_Полис» легко бросаются в глаза.
Дипломату в таком случае достаточно «пробежаться» по списку городов членов альянса и копировать города с координатами в текст сообщения, которое будет отправлено в союзный или далёкий по расположению альянс. Когда бы ни получили данное сообщение игроки союзного альянса, по координатам они легко найдут указанный город и увидят, осталась ли в нём свободная Культурная Ценность.

### Чудеса
На каждом острове имеется по одному игровому чуду, которое предоставляет некоторый бонус в полисах, расположенных на том же острове. Каждое из чудес имеет 5 уровней развития. Чтобы повысить уровень, необходимо вложить ресурс, который не добывается на этом острове.
| Чудеса           | Чудеса | Внешний вид оригинала |
| ---------------- | --- | --------------------- |
| Кузница Гефеста  | - Сражающиеся юниты получают +10 % урона от оружия ближнего боя на первом уровне - Сражающиеся юниты получают +10 % урона от оружия ближнего боя и +1 брони на втором уровне - Сражающиеся юниты получают +15 % урона от оружия ближнего боя и +1 брони на третьем уровне - Сражающиеся юниты получают +15 % урона и +2 брони на четвёртом уровне - Сражающиеся юниты получают +20 % урона от оружия ближнего боя и +2 брони на пятом уровне |                       |
| Святая Роща Аида | - 10 % стоимости ресурсов за тех, кто погиб в своем городе во время сражения, возвращается как мрамор на первом уровне - 15 % стоимости ресурсов за тех, кто погиб в своем городе во время сражения, возвращается как мрамор на втором уровне - 20 % стоимости ресурсов за тех, кто погиб в своем городе во время сражения, возвращается как мрамор на третьем уровне - 25 % стоимости ресурсов за тех, кто погиб в своем городе во время сражения, возвращается как мрамор на четвёртом уровне - 40 % стоимости ресурсов за тех, кто погиб в своем городе во время сражения, возвращается как мрамор на пятом уровне |                       |
| Сады Деметры     | - Прирост населения повышается на 1 % на первом уровне - Прирост населения повышается на 2 % на втором уровне - Прирост населения повышается на 3 % на третьем уровне - Прирост населения повышается на 4 % на четвёртом уровне - Прирост населения повышается на 6 % на пятом уровне |                       |
| Храм Афины       | - Сохраняется +20 % ресурсов на складах на первом уровне - Сохраняется +40 % ресурсов на складах на втором уровне - Сохраняется +80 % ресурсов на складах на третьем уровне - Сохраняется +120 % ресурсов на складах на четвёртом уровне - Сохраняется +200 % на складах на пятом уровне |                       |
| Крепость Ареса   | - +50 морали в раунд для армий на первом уровне, действуют и для вражеских войск, размещенных в ваших полисах. - +100 морали в раунд для армий на втором уровне, действуют и для вражеских войск, размещенных в ваших полисах. - +200 морали в раунд для армий на третьем уровне, действуют и для вражеских войск, размещенных в ваших полисах. - +300 морали в раунд для армий на четвёртом уровне, действуют и для вражеских войск, размещенных в ваших полисах. - +1000 морали в раунд для армий на пятом уровне, действуют и для вражеских войск, размещенных в ваших полисах.                                    |                       |
| Храм Посейдона   | - Корабли плывут на 10 % быстрее на первом уровне - Корабли плывут на 30 % быстрее на втором уровне - Корабли плывут на 50 % на третьем уровне - Корабли плывут на 70 % быстрее на четвёртом уровне - Корабли плывут на 100 % быстрее на пятом уровне |                       |
| Храм Гермеса     | - Время загрузки для транспорта ниже на 20 % на первом уровне - Время загрузки для транспорта ниже на 40 % на втором уровне - Время загрузки для транспорта ниже на 60 % на третьем уровне - Время загрузки для транспорта ниже на 80 % на четвёртом уровне - Время загрузки для транспорта ниже на 100 % на пятом уровне |                       |
| Колосс           | - 10 % кораблей и войск врага бежит из ваших гаваней и городов на первом уровне - 20 % кораблей и войск врага бежит из ваших гаваней и городов на втором уровне - 30 % кораблей и войск врага бежит из ваших гаваней и городов на третьем уровне - 60 % кораблей и войск врага бежит из ваших гаваней и городов на четвёртом уровне - 100 % кораблей и войск врага бежит из ваших гаваней и городов на пятом уровне |                       |

### Основы добычи ресурсов
Один рабочий в шахте добывает 1 единицу ресурса в час, при этом он перестает платить налоги.
Направляйте максимально возможное количество рабочих в шахты, так как продавать излишки ресурсов выгоднее, чем останавливать их добычу, поскольку цены продажи ниже 4 не существует, а неработающий горожанин приносит всего 3 монеты дохода в час.
Тут два исключения:
1) Если у вас мало золота и есть войска — следите за балансом, так как если казна опустеет, ваши войска дезертируют, поэтому иногда приходится срочно отозвать рабочих с шахт и учёных из академий.
2) Если уровень Резиденции губернатора недостаточен, в городе будет процветать коррупция и рабочие/ученые будут добывать меньше ресурсов (при коррупции 50 %, рабочий будет добывать 0.5 ресурса в час), а вот размер налоговых платежей не падает даже при коррупции (=3 золота в час), так что в новой колонии выгоднее оставить граждан безработными до тех пор, пока вы не поднимете уровень Резиденции губернатора.
Есть и способ увеличения производительности — это постройка Хижины лесничего (каждый уровень добавляет 2 % к ежечасной добыче Древесины) и специализированного здания для других ресурсов (каждый уровень добавляет 2 % к добыче этого ресурса).
От уровня шахты зависит количество рабочих, которое каждый островитянин может на ней использовать. Уровень шахты повысится автоматически при достижении необходимого количества пожертвований — их вносят все игроки на острове. Чтобы эффективно развивать свои шахты, вкладывайте в них ресурсы сообща со своими соседями по острову. Эффект от развития шахт будет для вас тем выше, чем больше ваших городов на данном острове.

### Основы торговли
Для начала торговли с другими игроками вам потребуется построить Рынок. Здание рынка позволяет размещать ваши ресурсы на продажу и покупать товары у ваших соседей. От уровня рынка зависит количество товаров, которые вы можете выставить на продажу и радиус поиска предложений других игроков. Для рынка 1-го уровня радиус поиска составляет 1 остров: это означает, что вы увидите предложения игроков на вашем острове и всех островах с координатами +/- 1 от вашего. Радиус поиска рынка увеличивается на 1 остров за каждые 2 уровня рынка. Количество товаров, которое вы можете выставить на продажу, увеличивается с каждым уровнем рынка. При этом установка количества товаров на закупку не ограничена (разве что, вместимостью вашего склада).
Для каждого ресурса существует допустимый диапазон цен, в пределах которого осуществляется торговля.
Советы по торговле:
Чтобы купить ресурсы, просмотрите предложения по продаже ресурсов в радиусе обзора вашего рынка. Если есть подходящие — нажмите кнопку «торговать» и посылайте свои сухогрузы за товарами, а если пододящих предложений нет (или у вас нет свободных сухогрузов), тогда ваша задача установить привлекательное для других игроков предложение по покупке. Для этого посмотрите предложения по покупке данного ресурса другими игроками: вам необходимо установить цену не ниже, чем предлагают ваши соседи, иначе очень велика вероятность, что товары привезут им, а не вам.
Чтобы продать ресурсы, просмотрите предложения по покупке ресурсов в радиусе обзора вашего рынка, если есть подходящие предложения, нажмите кнопку «торговать» и отправляйте ваши сухогрузы к покупателю, а если подходящих предложений нет, тогда ваша задача сделать привлекательное для других игроков предложение. Просмотрите предложения по продаже аналогичного ресурса другими игроками:
а) если таковых не существует, можете поставить среднюю цену;
б) если кто-то уже продаёт этот ресурс, желательно поставить цену минимальную из тех, что вы видите или ниже, если ваш порт значительно уступает в скорости загрузки товаров другому игроку.
Старайтесь покупать/продавать ресурсы кратно 500, что равняется вместимости одного сухогруза.
Старайтесь поднять уровень Порта хотя бы до загрузки 500 товаров в минуту, чтобы не отпугнуть потенциального покупателя длительной загрузкой (скорость загрузки вашего Порта игроки видят через Рынок).

## Войска
В Икариаме войска делятся на 3 вида: пехота, артиллерия и летающие виды войск. Пехота делятся на дистанционную, тяжёлую, лёгкую, поддержку. Кроме того, имеется флот, который с введением версии 0.4.5 стал практически идентичен сухопутным войскам.
Для перемещения войск по острову корабли не нужны, так как войска перемещаются своим ходом по суше. Разумеется, для набега необходимо выделить сухогрузы, чтобы вывезти награбленное.
Для атаки/защиты города, находящегося на другом острове, войска придётся перемещать на сухогрузах. Более того, чтобы суметь высадиться, гавань должна быть свободна от вражеских боевых кораблей (иначе ваши сухогрузы с войсками благоразумно развернутся и отступят). Поэтому разумно держать в гавани каждого города хотя бы один любой, хоть самый дешёвый, боевой корабль. Есть идеальный вариант неубиваемого флота: 1 подводная лодка — она, как и положено, разворачивает сухогрузы с вражескими войсками, но при встрече с боевыми кораблями противника не погибает, а сбегает с поля боя, а через 4 часа возвращается на свой пост в целости и сохранности.
Если в процессе набега ваши боевые корабли заблокируют гавань — враг не сможет вывезти у вас из под носа ресурсы. Также враг не сможет прислать подкрепление с другого острова напрямую в этот город — он будет вынужден сражаться с вашим флотом, либо высадиться у соседа (+1 проблема для него) и только потом прийти на помощь своим войскам по суше (вы выиграете уйму времени).
Также в сухопутных сражениях на стороне защищающихся выступают Стены города (только когда войска защитника по численности вписываются в гарнизон). Стена не позволяет вступить в бой флангам и сама наносит незначительный урон фронту атакующих.
Даже если в городе нет войск, он не может быть разграблен, пока в Стене не проделают брешь. После битвы Стена восстанавливается моментально и бесплатно.
Опасность для защитников таит Стена 1-9 уровня. Очень опасно держать там дальнобойных юнитов и артиллерию, так как мощная атака в первом же раунде вместе со Стеной снесёт стрелков и артиллеристов. Стена 10-го уровня и выше выстоит как минимум 1 раунд даже под мортирами и будет заменена вашими солдатами из резерва.
Бои, как сухопутные, так и морские, проходят по раундам: происходит моментальное столкновение противников и, если исход боя не решён, через 15 минут следует второй раунд и так далее. В перерывах между раундами к армиям могут прибывать подкрепления, также как и части армий могут быть отозваны.
При столкновениях больших армий бои могут идти сутками и насчитывать десятки раундов.
Исключением являются бои, где в первом же раунде одна из армий терпит поражение — бой заканчивается моментально. Эту возможность используют опытные полководцы для получения преимущества над врагом. Данный приём называется «спам атакой» (СА) и суть его заключается в отправке на хорошо разведанного врага максимального количества волн, обречённых на моментальное поражение, но дающих тактическое преимущество.
Простой пример:
Мы хотим разграбить город с высокой стеной и большим количеством ресурсов на складах. Наш шпион разведал и армию противника, состоящую из 15 бомбардировщиков. Если мы пошлём в набег армию с мортирами, то понесём большие потери среди нашей артиллерии. Направляем 2 волны СА, состоящие из 1 копейщика + 30 гирокоптеров и следом пару гоплитов с 18 мортирами.
В результате: 2 волны СА моментально сносят бомбардировщиков, а наши 60 гирокоптеров через 4 часа реорганизуются в целости и сохранности. Следом гоплиты с мортирами в один раунд грабят город (потери всего 2 копейщика).
Пример посложнее:
Вражеская армия в составе 210 гоплитов, 140 паровых гигантов, 240 мечников, 49 стрелков, 18 катапульт, 30 гирокоптеров и 15 бомбардировщиков обосновались в большом городе за стеной 20-го уровня.
Наша армия больше, но у нас всего 18 мортир и в первом же раунде вражеские бомбардировщики уничтожат более половины из них — так мы никогда не разрушим стену и будем обречены на поражение. Посылаем три волны по 1 копейщику и 30 гирокоптеров с разницей в пару секунд и следом нашу армию, получаем:
а) первые волны моментально разбиваются о противника, унося с собой всех бомбардировщиков и гирокоптеры противника, при этом мы теряем всех трёх копейщиков (это наши жертвы) и около 25 гирокоптеров — наши уцелевшие гирокоптеры разбегаются и через 4 часа вновь соберутся и поедут домой.
б) наша армия вступает в бой с противником, не имеющим воздушных войск, а значит наши бомбардировщики в первом же раунде атакуют катапульты врага (затем и стрелков), пока наши мортиры, будучи в целости и сохранности, разносят стены за 2-3 раунда, а потери нашей пехоты во много раз меньше, чем были бы при лобовой атаке без волн СА.
Варианты СА могут быть любыми (в зависимости от состава войск противника):
Сухопутные: 1 копейщик + 30 гирокоптеров; 1 копейщик + 15 бомбардировщиков; 1 копейщик + 30 гирокоптеров + 15 бомбардировщиков. Морская: 1 огнемётный корабль + 30 подлодок.
Помните, что войска/флот в походе, в чужом городе или бежавшие с поля боя, то есть находящиеся вне любого из ваших городов, требуют двойного содержания золотом. Поэтому перед походом позаботьтесь скопить достаточно золота в казне, чтобы содержать свои воинские части, иначе ваши войска разбегутся без боя и безвозвратно, а вы потеряете потраченные на них ресурсы.
Если ваши войска далеко от дома, а баланс стремительно тает — срочно продавайте имеющиеся у вас ресурсы через рынок. Также можно убрать учёных из академий, а если и этого не будет достаточно — придётся снять рабочих с шахт (что, конечно же, является крайней мерой).

## Исследования
Исследования проводятся с помощью академии. В академии можно создать из граждан учёных. Каждый учёный даёт 1 очко знания в час. Существуют 4 области исследования:
|     | Мореходство         | Экономика                  | Наука                      | Милитаризм             |
| --- | ------------------- | -------------------------- | -------------------------- | ---------------------- |
| 1.  | Плотницкое дело     | Хранение                   | Колодец                    | Сухой док              |
| 2.  | Палубное вооружение | Шкив                       | Бумага                     | Карты                  |
| 3.  | Пиратство           | Благосостояние             | Шпионаж                    | Профессиональная армия |
| 4.  | Ремонт кораблей     | Винный пресс               | Религия                    | Осада                  |
| 5.  | Осадка корабля      | Увеличение добычи ресурсов | Чернила                    | Кодекс чести           |
| 6.  | Экспансия           | Геометрия                  | Формирование правительства | Баллистика             |
| 7.  | Другие культуры     | Архитектура                | Изобретение                | Закон рычага           |
| 8.  | Смола               | Выходной                   | Культурный обмен           | Губернатор             |
| 9.  | Рынок               | Законодательство           | Анатомия                   | Пиротехника            |
| 10. | Греческий огонь     | Фирменные блюда            | Оптика                     | Логистика              |
| 11. | Противовес          | Помощь                     | Эксперименты               | Порох                  |
| 12. | Дипломатия          | Водяной уровень            | Механическая ручка         | Робототехника          |
| 13. | Морские карты       | Винный погреб              | Полет птицы                | Литье пушек            |
| 14. | Пароходное колесо   | Хранилище                  | Почтовые трубы             | Будущее армии          |
| 15. | Герметизация        | Биржа солдат               | Религия государства        | -                      |
| 16. | Корабельная мортира | Государственный аппарат    | Напорная камера            | -                      |
| 17. | Тяжелый таран       | Утопия                     | Принцип Архимеда           | -                      |
| 18. | Плавучая база       | Будущее экономики          | Будущее науки              | -                      |
| 19. | Будущее мореходства | -                          | -                          | -                      |

## Развитие
На октябрь 2009 года проект получил развитие в 46 странах мира. Российский сегмент насчитывает 18 серверов. Они называются по буквам греческого алфавита. В России действуют серверы с Альфы по Тау.
14 декабря 2011 года версия обновлена до 0.4.5
20 апреля 2012 года на тестовом сервере игры запущена версия 0.5.0
09 августа 2012 года была введена версия 0.5.1
15 октября 2012 года на тестовом сервере игры запущена версия 0.5.2
17 декабря 2012 года введена версия 0.5.3, в которой появилось новое здание, Крепость пиратов, и стало возможно пиратство.
02 апреля 2013 года была введена версия 0.5.4
05 мая 2013 года введена версия 0.5.5.
29 мая 2013 года введена версия 0.5.6.
18 июня 2013 года введена версия 0.5.7.
13 августа 2013 года введена версия 0.5.8.
1 октября 2013 года введена версия 0.5.9, в которой появился Чёрный рынок.
12 декабря 2013 года введена версия 0.5.10.
11 февраля 2014 года введена версия 0.5.11.
10 апреля 2014 года введена версия 0.5.12, в которой были расширены возможности советника по дипломатии.
27 мая 2014 года введена версия 0.5.13.
22 сентября 2014 года введена версия 0.6.1.
17 ноября 2014 года введена версия 0.6.2.
30 января 2015 года введена версия 0.6.3, в которой была добавлена система достижений.